# Malawische Badmintonmeisterschaft 1972
Die Malawische Badmintonmeisterschaft 1972 fand Anfang Januar 1972 in Blantyre statt. Es war die dritte Auflage der nationalen Titelkämpfe von Malawi im Badminton.

## Titelträger
| Disziplin    | Sieger                        |
| ------------ | ----------------------------- |
| Herreneinzel | Santokh Singh                 |
| Dameneinzel  | Megan Gray                    |
| Herrendoppel | Santokh Singh Chander Pillai  |
| Damendoppel  | Ollie Smeltzer Gillian Rowley |
| Mixed        | Santokh Singh Jennifer Aitken |